# Natvigs Minde

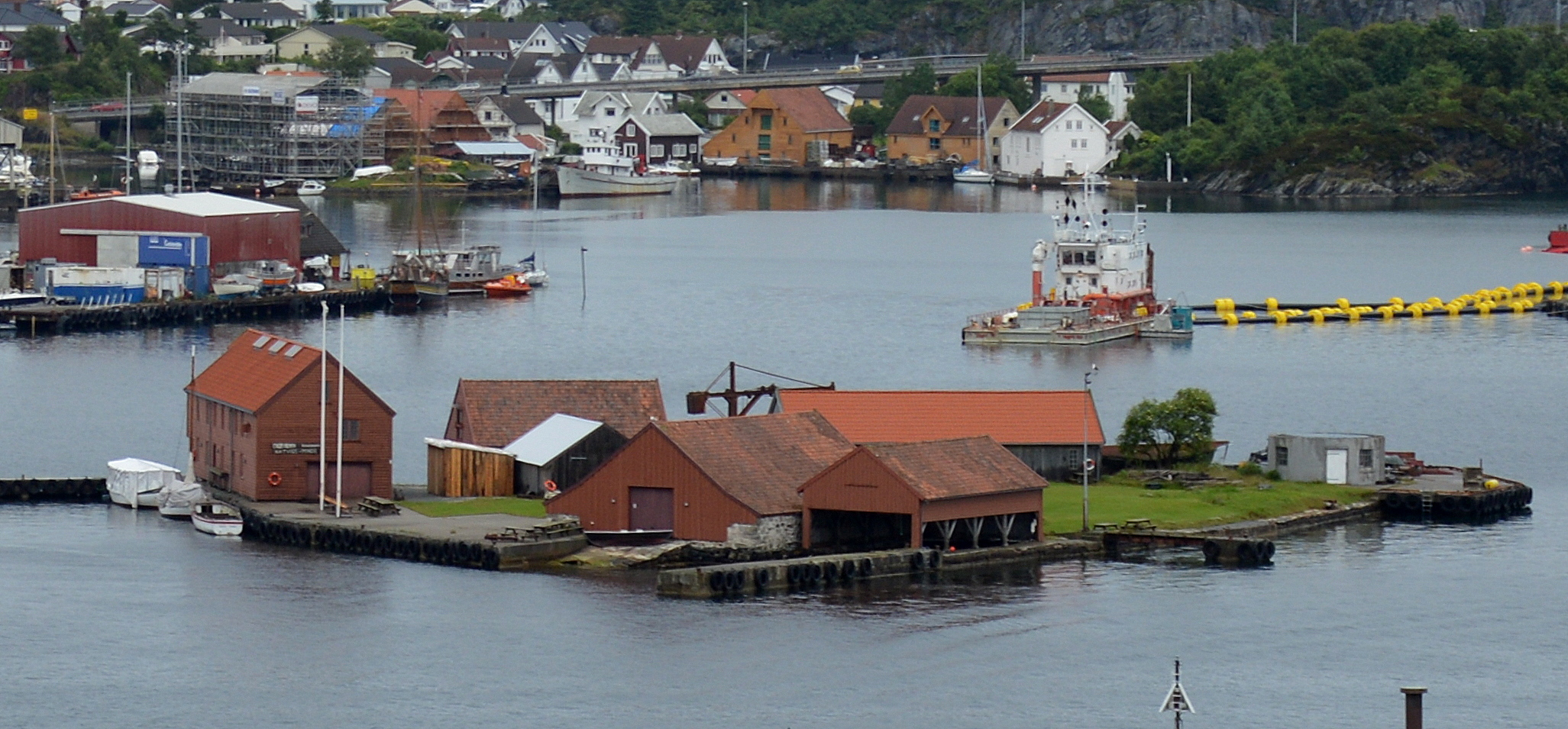
Natvigs Minde

Natvigs Minde, auch Natvigs minne, ist eine Schäreninsel in der Nordsee vor  der norwegischen Stadt Stavanger in der Provinz Rogaland. 
Sie liegt im nördlichen Teil des Hafens Vågen der Stadt, nur etwa 30 Meter östlich der Insel Plentingen, zu der über einen Steg eine Verbindung besteht. Östlich befindet sich die deutlich größere Insel Sølyst, nördlich Engøy. Die bebaute Insel dehnt sich in West-Ost-Richtung über etwa 100 Meter aus, bei einer Breite von bis zu etwa 70 Metern und einer Höhe von ungefähr einem Meter.

## Geschichte
Die Insel diente schon früh für Zwecke des Hafens. So machten hier Schiffe fest und sie wurde zum Trocknen von Netzen, Garnen und Segeln genutzt. Der Bereich südlich der Insel wurde als Quarantänehafen genutzt. Schiffe mussten bei größerem Verkehrsaufkommen einige Tage an der Insel ankern, bis eine Gesundheitskommission bestätigte, dass keine ansteckenden Krankheiten an Bord festgestellt wurden. Beim Ausbruch der Cholera im Jahr 1831 wurde ein Gebäude auf der Insel als Isolierstation genutzt. 1870 entstanden auf der Insel auf Veranlassung des Hafenkapitäns Thomas Natvig hafentechnische Anlagen und Gebäude. Das größte Gebäude war das Pramhuset. Es wurde 1997 saniert und dient als Veranstaltungsraum für Gruppen zwischen 50 und 150 Personen. Nach einem Brand im Jahr 2003 wurde das betroffene Gebäude 2009 wieder aufgebaut.